# Flegmatic
Flegmaticul este unul dintre cele patru temperamente descoperite de Hippocrate, acesta fiind caracterizat de răbdare și toleranță. Persoanele flegmatice sunt calme, în general introvertite, fiind echilibrate emoțional, puțin reactiv din acest punct de vedere, dar cu sentimente durabile; înclinat spre rutină, meticulos etc.